# Buikgriep

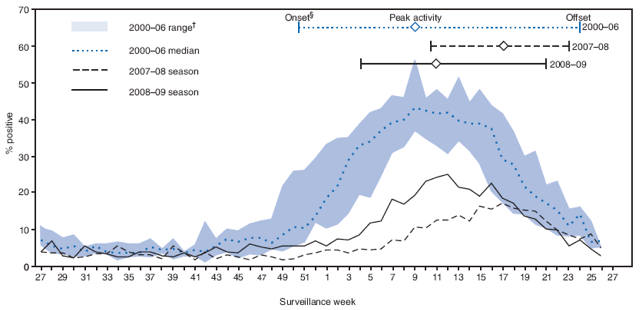
Uitbraak van rotavirus

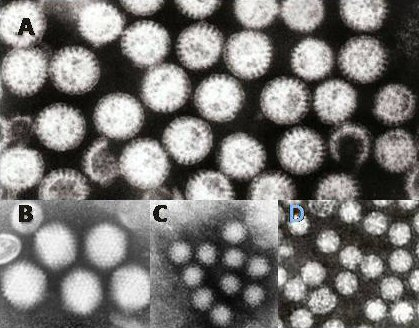
virussen die buikgriep veroorzaken

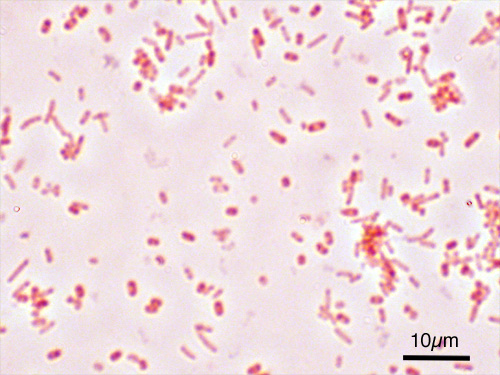
Salmonella na gramkleuring

Buikgriep (gastro-enteritis) is de verzamelnaam voor klachten die vaak veroorzaakt worden door maag-darmontstekingen. Zoals alle ontstekingen kan een darmontsteking gepaard gaan met en/of veroorzaakt worden door een infectie (darminfectie), maar er kan ook een infectie zonder een ontsteking zijn en vice versa.
De ziekten worden gekenmerkt door een infectie aan de slijmvliezen van de maag en de darmen. De meest algemene symptomen zijn buikpijn, weinig eetlust, koorts, diarree en braken. Als alleen de maag is aangedaan, wordt gesproken van een gastritis (maagontsteking). Als alleen de darmen zijn betrokken, is er sprake van een enteritis (darmontsteking).
Buikgriep kan worden veroorzaakt door een besmettelijk virus zoals rotavirus of norovirus, een bacterie zoals Campylobacter, Salmonella en Shigella (voornamelijk in de derde wereld) of een parasiet zoals Entamoeba histolytica.

## Symptomen
Buikgriep kan zich uiten in de vorm van meerdere symptomen. Niet iedereen krijgt te maken met alle symptomen en niet alle symptomen hoeven aanwezig te zijn om van buikgriep te kunnen spreken. Symptomen van buikgriep zijn:
- Borrelende darmen
- Buikpijn, buikkrampen
- Diarree
- Duizeligheid
- Koorts, zweten
- Misselijkheid en braken
- Onrustige maag
- Vermoeidheid
- Weinig eetlust

## Behandeling
De meest voorkomende behandeling van buikgriep bij zowel kinderen als volwassenen is rehydratatie, dat wil zeggen aanvulling van het vocht dat tijdens het ziekteproces wordt verloren. Hiervoor zijn speciale rehydratatievloeistoffen op de markt, bijvoorbeeld ORS. Voldoende drinken zal meestal volstaan. Middelen tegen diarree, zoals loperamide, kunnen helpen bij het verminderen van vochtverlies. In ernstige gevallen of wanneer er bloed bij de ontlasting zit, is een doktersbezoek aangeraden.
Wordt de buikgriep veroorzaakt door bacteriële ontsteking, dan kunnen in bepaalde gevallen antibiotica zoals ciprofloxacine aangewezen zijn.
Vaak wordt gedacht dat de normale manier van eten niet voortgezet kan worden tijdens buikgriep, maar aangezien het niet bewezen is dat dit kwaad kan en volgens artsen de normale manier van eten juist wél goed is, hoeft men zich daar geen zorgen over te maken.
Overigens is het wel zo dat bij een ernstige virale infectie die gepaard gaat met hevige buikkrampen er aanbevolen wordt de patiënt een dag en een nacht niet te laten eten, zodat de maag en darmen tot rust kunnen komen. Dit is ook de gebruikelijke procedure bij ziekenhuisopname. Hierbij krijgt de patiënt enkel vocht door middel van een infuus en, indien nodig, anti-braakmiddel en pijnstilling.

## Voorkomen
Buikgriep is in de meeste gevallen uiterst besmettelijk. Met een simpele handdruk van iemand die buikgriep heeft, kan een nieuwe besmetting al worden veroorzaakt. Een goede hygiëne kan buikgriepbesmettingen voorkomen. Meermaals per dag de handen wassen, geen oud of stilstaand water drinken en voedsel, waar mogelijk, goed koken of bakken zijn nuttige maatregelen.

## Verdere literatuur
- Knecht et al, Bacteriologie voor laboratorium en kliniek 1.